# Случевский, Пётр Кириллович

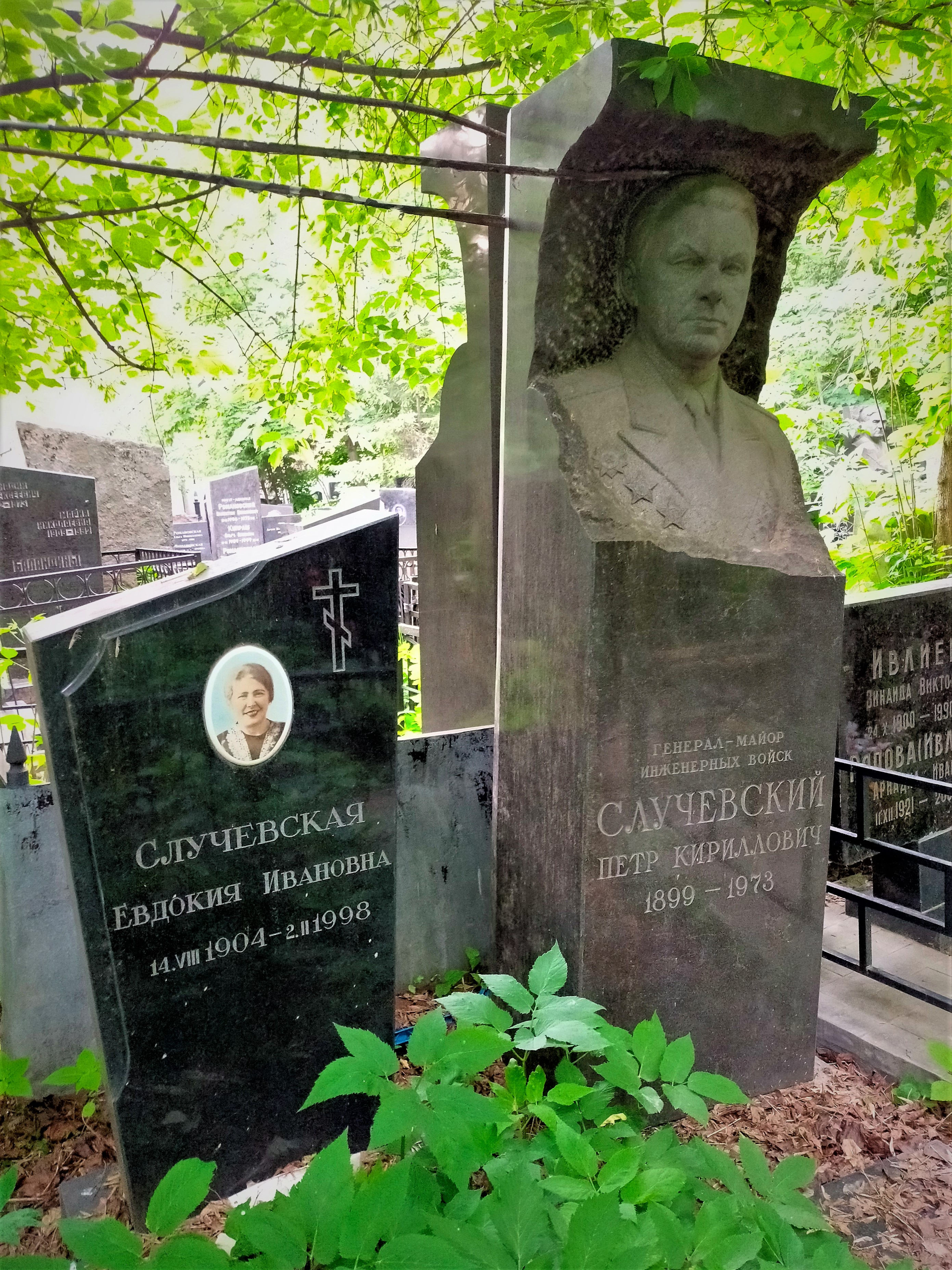
Могила П. К. Случевского на Введенском кладбище

Пётр Кириллович Случевский (29 января 1899 — сентябрь 1979) — генерал-майор инженерных войск ВС СССР, генерал бригады Народного Войска Польского

## Биография
Окончил физико-математическую гимназию. Участник Гражданской войны в России, сражался в составе 1-й пролетарской красногвардейской дружины. С мая 1918 года служил в 39-й стрелковой дивизии, в феврале 1919 года назначен комиссаром, позже помощником командира 2-й стрелковой бригады в той же дивизии. С февраля по декабрь 1920 года — старший политрук 14-й кавалерийской дивизии Конной армии Будённого, участник советско-польской войны. В должности начальника политотделения 4-й кавалерийской дивизии Конной армии — участник сражений на Северном Кавказе. С января по июль 1921 года — командир 19-го кавалерийского полка, до февраля 1922 года — начальник партийной школы 4-й кавалерийской дивизии, до января 1923 года — командир 24-го кавалерийского полка, до июня 1932 года — начальник школы 13-го кавалерийского полка.
Окончил в 1933 году Военно-инженерную академию в Москве и партийные курсы в Свердловске. Инженер 3-й моторизованной бригады Белорусского военного округа в 1933—1936 годах, офицер штаба инженерных войск РККА в 1936—1941 годах. С июля 1941 по апрель 1942 года — начальник инженерных войск 31-й армии, в 1942—1943 годах — начальник инженерных войск 4-й стрелковой дивизии. Полковник (осень 1942). В составе советских войск участвовал в битве за Москву и освобождении Калинина в декабре 1941 года, участвовал в организации переправ через Волгу и Тверду — лёд на реках был в то время недостаточно толстым для обычной переправы тяжёлой техники.
С 31 августа 1944 года служил в Войске Польском как исполняющий обязанности командира инженерно-сапёрных частей. Заместитель командира и начальник штаба инженерно-сапёрных войск с сентября 1944 года. 30 декабря 1944 года по решению Президиума Государственного народного совета Польши произведён в генералы бригады. С 1 июля по 5 октября 1945 года — заместитель начальника отделения инженерно-сапёрных войск при Министерстве национальной обороны Польши. После возвращения в СССР служил в инженерно-сапёрных войсках, в отставке с 1 июля 1953 года в звании генерал-майора.
Отмечен советскими наградами:
- орден Ленина
- дважды орден Красного Знамени
- орден Отечественной войны I степени
- медаль «XX лет РККА»
- медаль «За победу над Германией»
- другие советские медали

Отмечен польскими наградами:
- орден Virtuti Militari V степени (1951)
- орден «Крест Грюнвальда» III степени (11 мая 1945)[4]
- офицерский крест ордена Возрождения Польши (1945)

Похоронен на Введенском кладбище (29 уч.).